# Shunkaden- A Nova Lenda de Chun Hyang
Shunkaden- A Nova Lenda de Chun Hyang(em japonês: 新・春香伝 Shin Shunkaden) é um mangá produzido pelo grupo CLAMP. Foi lançado em 1992 e concluído em 1994, a junção dos capítulos um volume único. Foi baseado em uma lenda coreana do mesmo nome.

## História
Chun Hyang é uma garota com quase treze anos, muito corajosa, filha de uma bruxa numa aldeia coreana. Mestra em artes marciais, Chun Hyang se rebela contra Ryanban (Yangban), um senhor de terras tirânico que assumiu o controle de sua aldeia natal. A garota ainda tem esperança de um dia, que o Amenosa, agente secreto do governo coreano, chegue e destitua Ryanban do poder. Quando um jovem chamado Mong Ryong aparece, Chun Hyang aceita sua ajuda para resgatar sua mãe, que foi capturada por Ryanban (Yangban).